# Patrick Sidler
Patrick Sidler (Zurigo, 23 dicembre 1985) è un ex hockeista su ghiaccio svizzero, che giocava come difensore.

## Carriera
Patrick Sidler iniziò a giocare ad hockey nel settore giovanile dei GCK-ZSC Lions, dove rimase dal 2001 al 2004, totalizzando 14 punti in 62 presenze. Dopo gli anni nella squadra giovanile esordì nella stagione 2003-2004 in Lega Nazionale B sempre con la maglia dei GCK Lions. In cinque stagioni trascorse nella seconda serie nazionale Sidler collezionò 209 presenze, segnando 15 reti e fornendo 29 assist.
Nel 2008 fu ingaggiato dai Kloten Flyers, squadra della Lega Nazionale A con cui nel corso del campionato 2008-2009 giunse alla finale dei playoff, sconfitti solo dall'HC Davos. In tre stagioni con gli aviatori Sidler disputò 183 partite con 7 punti all'attivo.
Già nel gennaio del 2011 arrivò l'ufficializzazione dell'acquisto da parte dell'HC Ambrì-Piotta, con un contratto valido fino al termine della stagione 2012-2013.